# Henry Pederby
Nils Henry Pederby, född 15 november 1903 i Stockholm, död 21 juli 1987 i Danderyds församling, var en svensk förläggare, läroboksförfattare och radiotjänsteman.
Henry Pederby föddes som son till den ensamstående Maria Lovisa Pettersson. Efter folksskollärarexamen i Linköping 1924 arbetade han 1925–1939 som folkskollärare i Misterhults socken. Vid sidan av sitt lärararbete kom Pederby under 1920- och 1930-talen att ägna sig åt folkbildning, och startade och drev studiecirklar  runtom i Kalmar län. 1934 blev han ledamot av Jordbrukare-Ungdomens Förbunds riksstudienämnd och redigerade en jultidning för förbundet. Pederby blev under tiden från 1939 tillförordnad och från 1940 ordinarie överlärare i Lofta landskommun. Han var under denna tid ledamot av Lofta kommunalfullmäktige 1939 och ordförande i kommunens kristidsnämnd. Under slutet av 1930-talet började Pederby skriva debattartiklar i rikstidningarna och Svensk Lärartidning om radions möjligheter som undervisningsmedium. Han skrev även manuskript för skolradion för att visa hur man med ljudets hjälp kunde levandegöra historiska händelser. Det ledde till att han 1943 anställdes vid Radiotjänsts skolradioavdelning som programtjänsteman. Under sin tid skapade han program där ljudet kombinerades med text och bilder i programhäften. Han startade även skolradiosändningar för undervisning i engelska. 1950 lämnade han Sveriges Radio och anställdes i stället som avdelningschef vid Svenska bokförlaget, där han i större skala fortsatte sitt läroboksförfattande. 1954–1967 var han VD för Magnus Bergvalls förlag, 1955–1967 sekreterare i Föreningen för svensk undervisningshistoria, 1969–1971 VD för bokförlaget Medium och 1971–1983 styrelseordförande där.